# بنيامين براند
بنيامين براند (بالألمانية: Benjamin Brand)‏ هو حكم كرة قدم ولاعب كرة قدم ألماني، ولد في 10 يوليو 1989.